# Eru (Haljala)
Eru es un pueblo ubicado en el municipio de Haljala, en el condado de Lääne-Viru, Estonia.

## Superficie
Posee una superficie de 10,75 kilómetros cuadrados.

## Demografía
Hasta 2021 la población era de 18 habitantes, con una densidad de población de 1,675 habitantes por kilómetro cuadrado.